# Monopoli
Pour l’article ayant un titre homophone, voir Monopoly.
Pour les articles homonymes, voir Monopoli (homonymie).
Monopoli est une ville italienne d'environ 47 870 habitants (2022) située dans la ville métropolitaine de Bari dans la région des Pouilles, en Italie méridionale.

## Géographie

### Localisation
Monopoli se situe le long du littoral de la mer Adriatique, à 40 kilomètres au sud de Bari, dans la zone géographique de la Terra di Bari. La côte, longue de presque 15 kilomètres est basse et fragmentée, elle comporte de nombreuses plages et criques qui en font une destination privilégiée du tourisme balnéaire. 

## Histoire
Monopoli, du grec Monos-polis, (ville unique) était un village qui dépendait de Gnatia (Egnazia), port fluvial sur l'Adriatique.
Le nom de Monopolis, aurait été inventé lorsque les habitants de Gnatia ont fui vers le nord, leur ville ayant été détruite par Totila, roi des Goths vers 545.
Dans les siècles qui suivirent, Monopoli a été gouvernée par les Normands, les Byzantins et les Suèves.

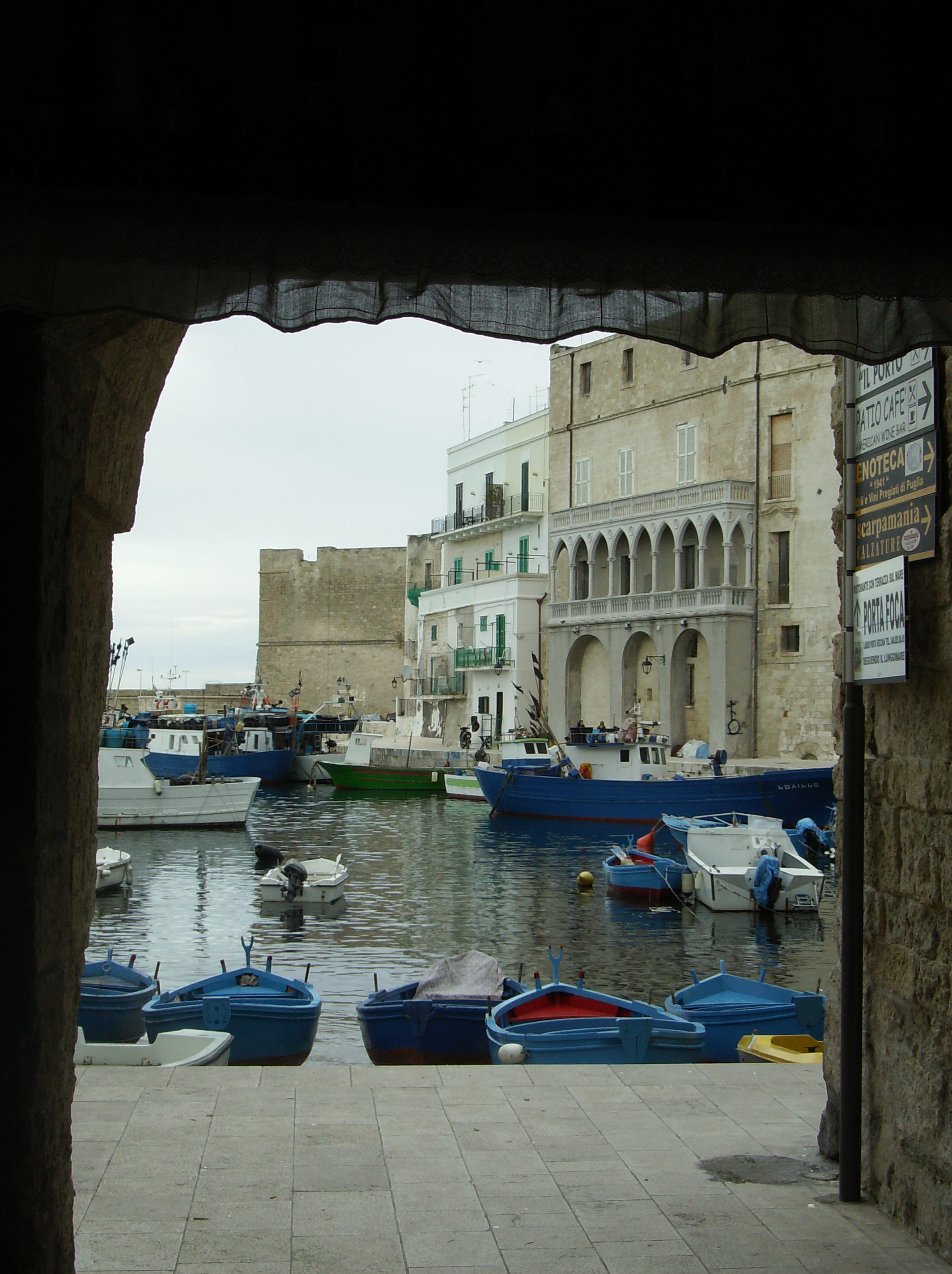
Restes vénitiens dans le port.

En 1484, sous les Vénitiens, Monopoli commença à vivre une période de croissance économique, grâce au développement du port, en position stratégique comme relais entre Bari et Brindisi et disposant d’un vaste arrière-pays, riche de produits demandés sur les marchés étrangers (huile, amandes, caroube, vin).
En 1530, après la domination vénitienne, on tenta de transformer Monopoli en baronnie ou marquisat ; les Monopolitains s'y opposèrent en achetant leur liberté 51 000 ducats d’or. Ville libre sous le gouvernement espagnol, en 1545, Monopoli élargit ses murs d'enceinte. En 1552, l'ancien château de Henri IV et Frédéric II fut agrandi sur l'ordre de Charles Quint.
Après la domination espagnole, qui prit fin en 1713 et celle des Autrichiens en 1734, suivirent les Bourbons, qui s'installèrent à Naples. À la fin du royaume de Naples, en 1860, la ville fut annexée au royaume d'Italie.

## Curiosités
- Château Charles Quint, (XVIe siècle),
- Château de Santo Stefano, ou abbaye bénédictine (XIe siècle),
- Ospedale Gerosolomitano (1350) fondé par l'Ordre de Malte sous Saint-Jean de Monopoli,
- cathédrale (1107), reconstruite au XVIIIe siècle en style baroque ,
- Église Sainte-Marie du Suffrage de Monopoli
- Église Santa Maria l'Amalfitaine (XIIe siècle)
- Palazzo Palmieri (XVIIIe siècle),
- Bibliothèque communale Prospero Rendella,
- Restes des murs d’enceinte,
- Piazza Vittorio Emanuele (XIXe siècle),
- Parc communal,
- Cryptes et églises du centre historique,
- Musée Meo-Evoli,
- Musée Egnazia,
- Musée Diocesano
- Fermes fortifiées et villas aristocratiques dans la campagne.

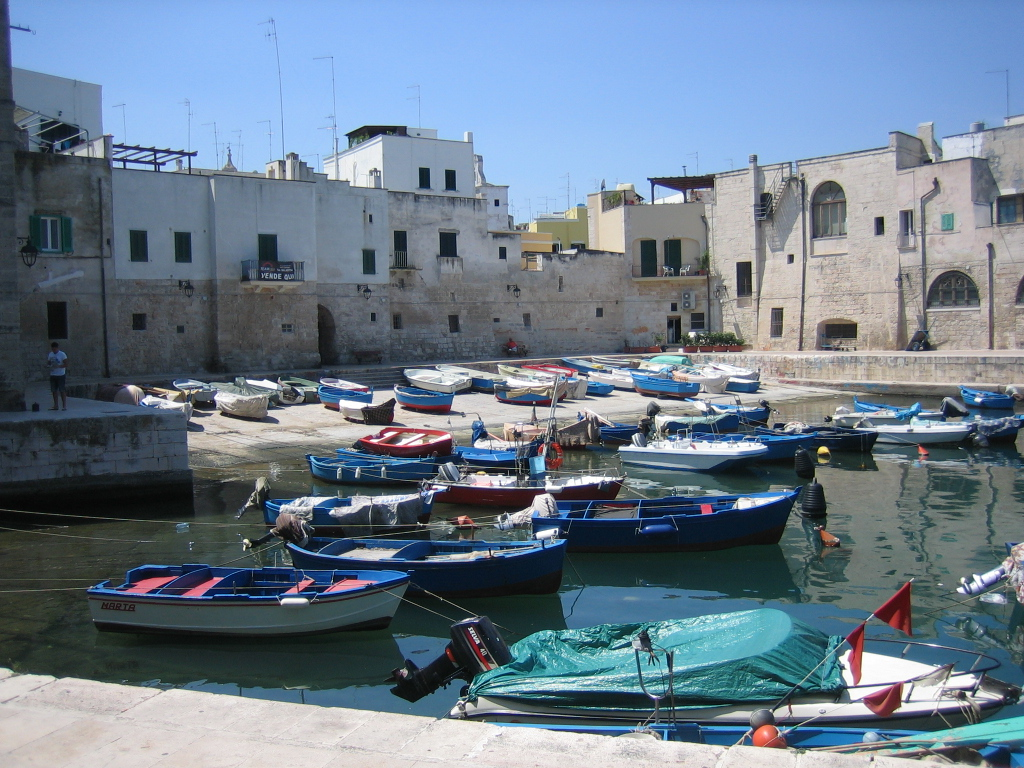
Port de Monopoli.
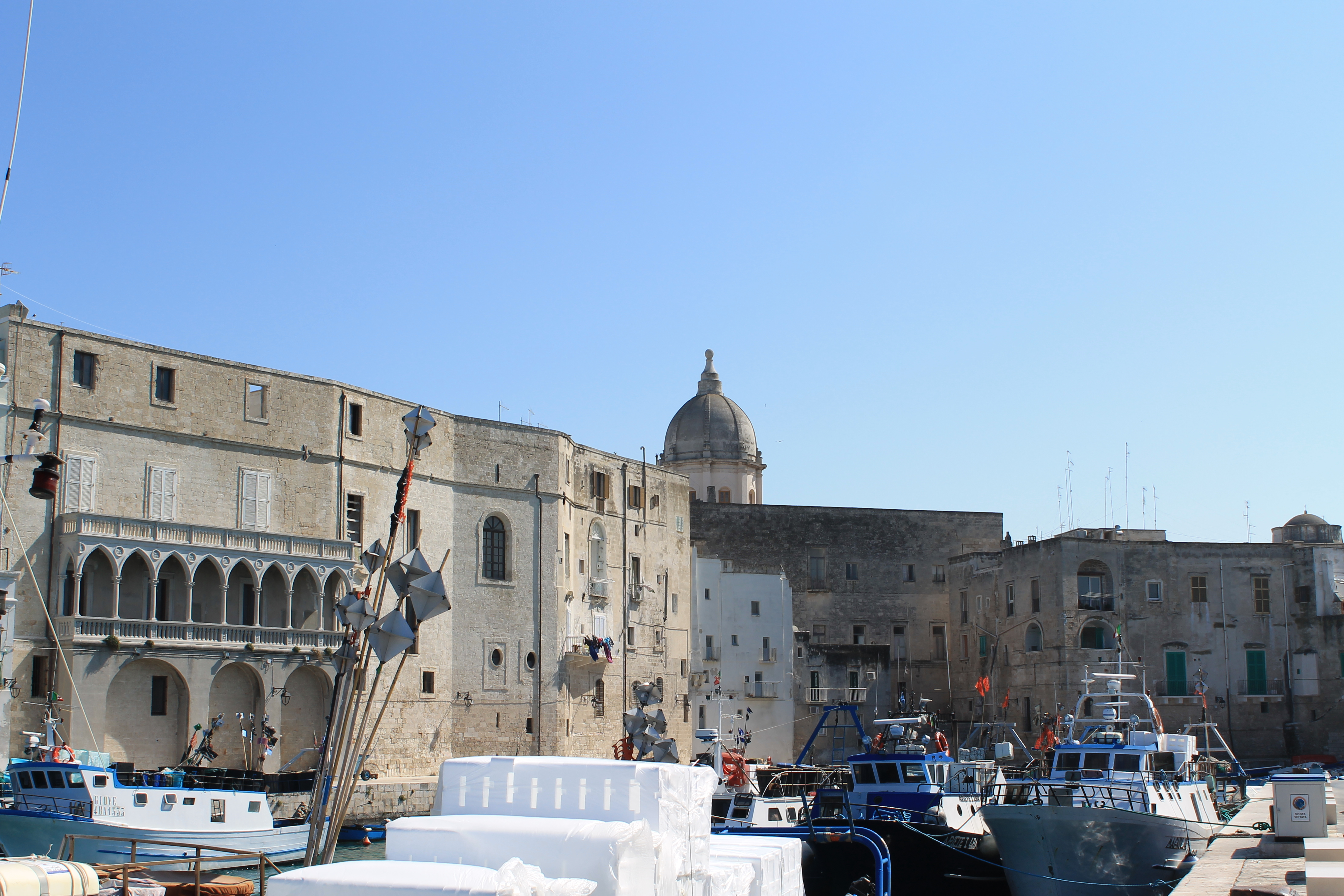
Panorama.
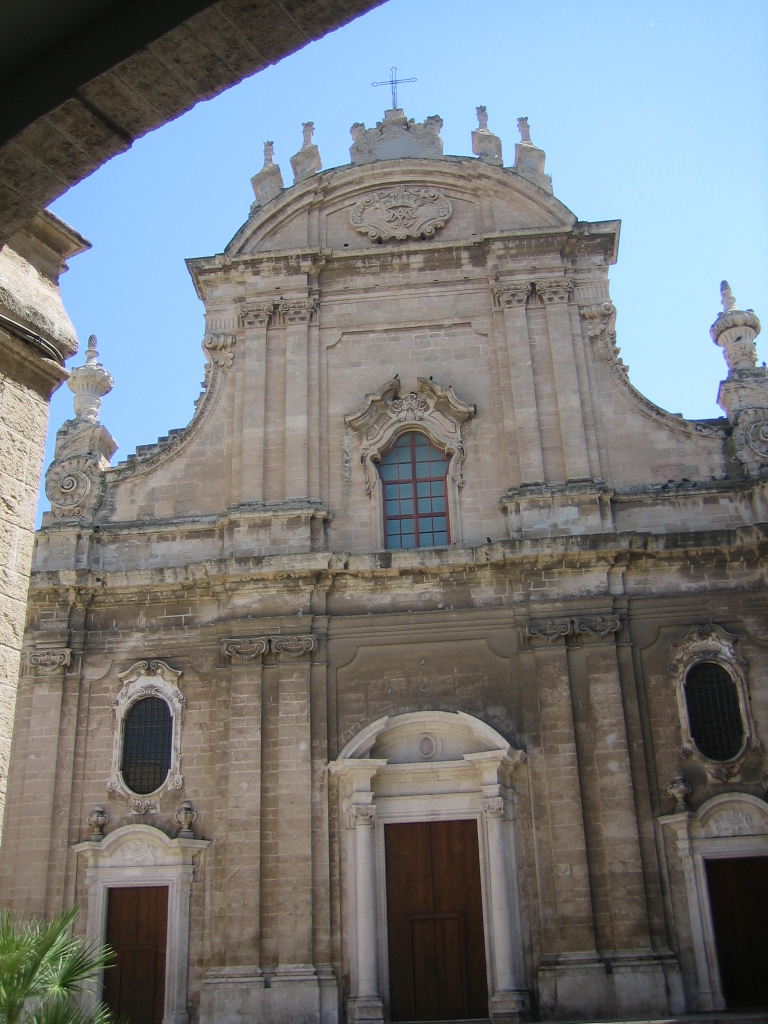
Cathédrale.
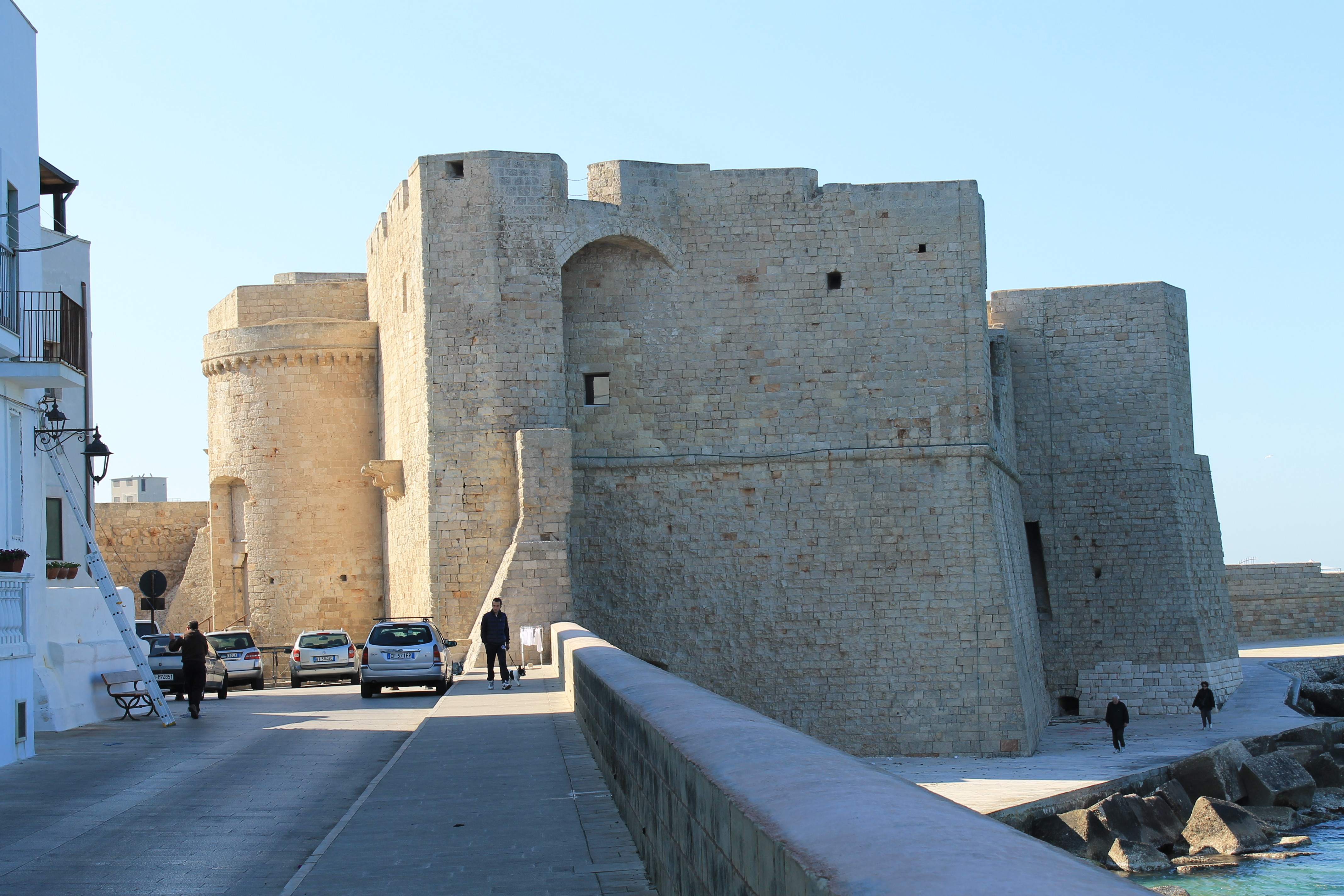
Le château.

## Économie
Il y a nombreux établissements balnéaires le long de la côte, d'une longueur d'environ 13 km. La plupart de ces plages se trouvent dans la zone balnéaire Capitolo à 6 km environ du centre.
Le territoire communal fait partie de la zone de production de la mozzarella di Gioia del Colle (AOP).

## Administration
| Période                                  | Période    | Identité            | Étiquette | Qualité |
| ---------------------------------------- | ---------- | ------------------- | --------- | ------- |
| 10/06/2003                               | 15/04/2008 | Paolo Antonio Leoci |           |         |
| 15/04/2008                               | En cours   | Emilio Romani       | Centro    |         |
| Les données manquantes sont à compléter. |            |                     |           |         |

### Hameaux
Assunta, Macchia di Monte, Zingarello, Impalata, Cozzana, Gravina, Gorgofreddo, Lamalunga, S.Lucia, Antonelli

### Communes limitrophes
| Polignano a Mare  |             |        |
| Castellana Grotte | Monopoli    |        |
|                   | Alberobello | Fasano |

## Personnalités
- Pietro Manghisi (1899-1953), missionnaire martyrisé en Birmanie.
- Paolo Intini (1921-2014), artiste peintre, l'un des spécialistes du trompe-l'œil, né à Monopoli.